# SVT24
SVT24 est une chaîne de télévision suédoise d'information en continu créée en 1999, elle fait partie des chaînes de service public du groupe Sveriges Television.